# Ornithoctoninae
Ornithoctoninae là một phân họ nhện phân bố ở Châu Á.

## Phân loại

### ChiCitharognathus
- Citharognathus hosei
- Citharognathus tongmianensis

### ChiCyriopagopus
- Cyriopagopus dromeus
- Cyriopagopus paganus
- Cyriopagopus schioedtei
- Cyriopagopus thorelli

### ChiHaplopelma
- Haplopelma albostriatum
- Haplopelma chrysothrix
- Haplopelma costale
- Haplopelma doriae
- Haplopelma hainanum
- Haplopelma huwenum
- Haplopelma lividum
- Haplopelma longipes
- Haplopelma minax
- Haplopelma robustum
- Haplopelma salangense
- Haplopelma schmidti
- Haplopelma vonwirthi

### ChiLampropelma
- Lampropelma nigerrimum
- Lampropelma violaceopes

### ChiOrnithoctonus
- Ornithoctonus andersoni
- Ornithoctonus aureotibialis
- Ornithoctonus costalis

### ChiPhormingochilus
- Phormingochilus everetti
- Phormingochilus fuchsi
- Phormingochilus tigrinus